# لاسه لورس
لاسه لورس (آلمانی: Lasse Lührs؛ زادهٔ ۱۶ مهٔ ۱۹۹۶) ورزشکار سه‌گانهٔ اهل آلمان است که در مسابقات کشوری و بین‌المللی در مجموع برندهٔ ۲ مدال طلا شده است.
لورس در بازی‌های المپیک تابستانی ۲۰۲۴ رقابت کرد و در بخش تیمی توانست به همراه تیم هلویگ، لیزا ترچ، و لورا لیندمان مدال طلا را کسب کند.